# كاسلفينيا
كاسلفينيا (بالإنجليزية: Castlevania) ، (اليابانية: ドラキュラ) تنطق بـأكوماجو دوراكيورا (Akumajō Dorakyura). وهي من إنتاج شركة كونامي للألعاب الإلكترونية، بدأت إصدار اللعبة للمرة الأولى عبر كمبيوتر صخر بالنسخة اليابانية سنة 1986م بنظام MSX2 ، ومن ثم ظهرت اللعبة بنظام نينتيندو واستمرت إصدارات هذه اللعبة إلى يومنا هذا.

## موجز
تركز القصة في أغلب أجزاء السلسلة على عصبة من صيادي مصاصي الدماء يسمون «بيلمونتس» (Belmonts) وقتالهم مع دراكولا، حيث تقريبا كل مائة سنة يعود دراكولا للحياة من جديد ويجب على البيلمونتس إلحاق الهزيمة به.

## تاريخ إصدارات اللعبة والأنظمة
| العنوان                                     | أنظمة ألعاب الفيديو المصدرة                                | سنة الإصدار |
| ------------------------------------------- | ---------------------------------------------------------- | ----------- |
| كاستلفينيا                                  | نينتندو إنترتينمنت سيستم، كومودور 64، أميغا، آركاد         | 1986        |
| فامباير كيلر                                | إم إس إكس                                                  | 1986        |
| كاسلفينيا 2: سايمونز كويست                  | نينتندو إنترتينمنت سيستم                                   | 1988        |
| هانتد كاسل                                  | آركاد، بلاي ستيشن 2                                        | 1988        |
| كاسلفينيا: ذا أدفانتشر                      | جيم بوي                                                    | 1989        |
| كاسلفينيا 3: دراكولاز كورس                  | نينتندو إنترتينمنت سيستم                                   | 1989        |
| سوبر كاسلفينيا 4                            | سوبر نينتندو إنترتينمنت سيستم                              | 1991        |
| كاسلفينيا 2: بالمونتز ريفينج                | جيم بوي                                                    | 1991        |
| أكوماجو داركولا (حصرياً في اليابان)          | شارب إكس68000                                              | 1993        |
| دراكولا إكس: شي نو روندو (حصرياً في اليابان) | توربو غرافيكس-16                                           | 1993        |
| كاسلفينيا بلودلاينز                         | سيغا غينيسس                                                | 1994        |
| كاسلفينيا: دراكولا إكس                      | سوبر نينتندو إنترتينمنت سيستم                              | 1995        |
| كاسلفينيا: سيمفوني أوف ذا نايت              | بلاي ستيشن، سيجا ساترن، إكس بوكس 360 (إكس بوكس لايف آركيد) | 1997        |
| كاسلفينيا: ليغيندز                          | جيم بوي                                                    | 1998        |
| كاسلفينيا 64                                | نينتندو 64                                                 | 1999        |
| كاسلفينيا: ليغنسي أوف داركنيس               | نينتندو 64                                                 | 1999        |
| كاسلفينيا كرانكوس                           | بلاي ستيشن                                                 | 2001        |
| كاسلفينيا: سيركل أوف ذا مون                 | جيم بوي أدفانس                                             | 2001        |
| كاسلفينيا: هارموني أوف ديسنيس               | جيم بوي أدفانس                                             | 2002        |
| كاسلفينيا: آريا أوف سارو                    | جيم بوي أدفانس                                             | 2003        |
| كاسلفينيا: ريمنت أوف اينيسس                 | بلاي ستيشن 2                                               | 2003        |
| كاسلفينيا داون أوف سورو                     | نينتندو دي إس                                              | 2005        |
| كاسلفينيا: كورس أوف داركنيس                 | بلاي ستيشن 2، إكس بوكس                                     | 2005        |
| كاسلفينيا: بورتينت أوف روين                 | نينتندو دي إس                                              | 2006        |
| كاسلفينيا: دراكولا إكس كرانكولس             | بلاي ستيشن بورتبل                                          | 2007        |
| كاسلفينيا رازوركشن                          | سيجا دريم كاست                                             | غير محدد    |
| كاسلفينيا: أوردر أوف شادوز                  | هاتف النقال                                                | 2007        |
| كاسلفينيا: أوردر أوف إكليجيا                | نينتندو دي إس                                              | 2008        |
| كاسلفينيا: جادمانت                          | نينتندو وي                                                 | 2008        |
| كاسلفينيا: هارموني أوف ديسبير               | إكس بوكس 360                                               | 2010        |

## مواضيع ذات صلة
- Chapel of Resonance Castlevania Fansite
- Akumajō Dracula series at Konami Tokyo (باليابانية)
- Castlevania series at Konami USA
- The Castlevania series نسخة محفوظة 25 أبريل 2008 على موقع واي باك مشين. at موبي جيمز

## روابط خارجية
- كاسلفينيا على موقع ميوزك برينز (الإنجليزية)